# توماس إم. كولي
توماس إم. كولي (بالإنجليزية: Thomas M. Cooley)‏ هو محامي وقاضي أمريكي، ولد في 6 يناير 1824 في Attica, New York ‏ في الولايات المتحدة، وتوفي في 12 سبتمبر 1898 في آن آربر في الولايات المتحدة.

## وصلات خارجية
- توماس إم. كولي على موقع الموسوعة البريطانية (الإنجليزية)